# Grewia sapida
Grewia sapida är en malvaväxtart som beskrevs av William Roxburgh. Grewia sapida ingår i släktet Grewia och familjen malvaväxter. Inga underarter finns listade i Catalogue of Life.